# 弗里德里希·保盧斯
弗里德里希·威廉·恩斯特·保卢斯（德語：Friedrich Wilhelm Ernst Paulus；1890年9月23日—1957年2月1日），或译为保罗斯，是第二次世界大战期间德国的一名陆军元帅。他率领德意志国防军第6集团军参与了斯大林格勒战役，這場戰鬥以國防軍的災難性失敗而告終，蘇軍將德軍包圍在城內，這場戰役導致了軸心國聯軍約傷亡841,000人，其中第6集团军被成建制消滅，265,000名官兵被俘。
保盧斯參加了第一次世界大戰在法國和巴爾乾地區的行動，他被認為是一位有前途的軍官。 第二次世界大戰爆發時，他已晉升為少將。保盧斯參加了對波蘭和低地國家的入侵，之後被任命為德國陸軍副總參謀長。以此身份，保盧斯幫助策劃了對蘇聯的入侵。
1942年，儘管缺乏野戰經驗，保盧斯仍被任命為第6軍團司令。他率領部隊向斯大林格勒發起進攻，但在隨後的蘇軍反攻中被切斷並包圍。阿道夫·希特勒禁止突圍或投降，然而空軍的補給杯水車薪，德軍的防禦逐漸被削弱。1943年1月31日保盧斯被希特勒晉升為陸軍元帥，希特勒他向幕僚宣稱，德國陸軍元帥是沒有被活捉的先例的。希特勒寄希望保盧斯自殺，但是未能如願，當日，保盧斯率領倖存的第6軍團官兵向蘇軍投降。
戰爭中被蘇聯囚禁期間，保盧斯成為納粹政權的直言不諱的批評者，並加入了蘇聯資助的自由德國國家委員會。1953年，保盧斯移居東德，從事軍事歷史研究。1957年他在德累斯頓逝世，終年66歲。

## 早年經歷

### 平民之子
保盧斯在普魯士王國的黑森-拿騷省布賴特瑙出生，為一教師之子，其父曾經設法為保盧斯取得海軍軍官學校的學位，但並不成功。其後，保盧斯被送往上黑森的馬爾堡大學短暫修讀法學，但他在不久也被淘汰了。屢遭挫折的保盧斯只好在1910年2月進入第111步兵團充當候補軍官。他在1912年7月4日與羅馬尼亞貴婦埃列娜·羅塞蒂-索列斯庫（Elena Rosetti-Solescu，1889-1949）結婚，後者是他在第111步兵圖一名戰友的妹妹。婚後育有三個孩子：
- 奧爾加（Olga，1914-2003），嫁給了保盧斯的副官阿希姆·馮·庫申巴赫（Archim von Kutzschenbach，1904-1944），在巴登-巴登逝世，享年89歲
- 弗里德里希（Friedrich，1918-1944），參加了德國國防軍，在安齊奧戰役中陣亡。
- 恩斯特·亞歷山大（Ernst Alexander，1918-1970）， 弗里德里希的雙胞胎弟弟，參加了德國國防軍，一直和母親在西德生活並活到了戰後。1970年6月19日在杜塞爾多夫自殺。

當第一次世界大戰爆發後，保盧斯所屬的第111步兵團為西線戰場的主力。而他於1914年秋在法國的孚日和阿拉斯經歷了生平第一次戰鬥，但不久後就因為疾病而撤回，並於南線的馬其頓中作為軍方辦公人員。直至戰爭完結，他已經晉升為上尉。

### 戰間時期
停战后，保卢斯成为自由军团的一名旅副官。他被选为威瑪国防军中仅有的4,000名军官之一，国防军是凡尔赛条约规定的100,000人。他被分配到斯图加特的第13步兵团担任连长。十多年內（1921–33年），他担任过各种工作人员职位。20年代，作为魏玛共和国与苏联为逃避凡尔赛条约而进行的军事合作的一部分，保卢斯在苏联莫斯科进行了客座演讲。
后来保卢斯在1935年10月被任命为装甲司令部参谋之前曾短暂指挥过一个摩托化营（1934-35年）。这是一个在奥斯瓦尔德·卢茨领导下的新编队，负责指导德国坦克部队（Panzerwaffe）的训练和发展。在1939年，他更獲晉升為少将。

## 二戰生涯

### 西線戰場
保盧斯在1939年成為了德國第10軍團的長官。1939年9月1日，德軍正式入侵波兰第二共和国，波蘭戰役的爆發標誌著第二次世界大戰的開始。保盧斯的第10軍團曾先後參與對波蘭、比利時、法國三國的戰鬥（在後者兩次的戰鬥時，第10軍團已易名為德國第6軍團），這使得他累積了一定的實戰經驗，這是日後他擔任東線要職所不可或缺的。1940年9月經陸軍總參謀長弗朗茲·哈爾德將軍推薦擔任陸軍總參謀部副總參謀長（第一軍需總監）。

### 調往東線

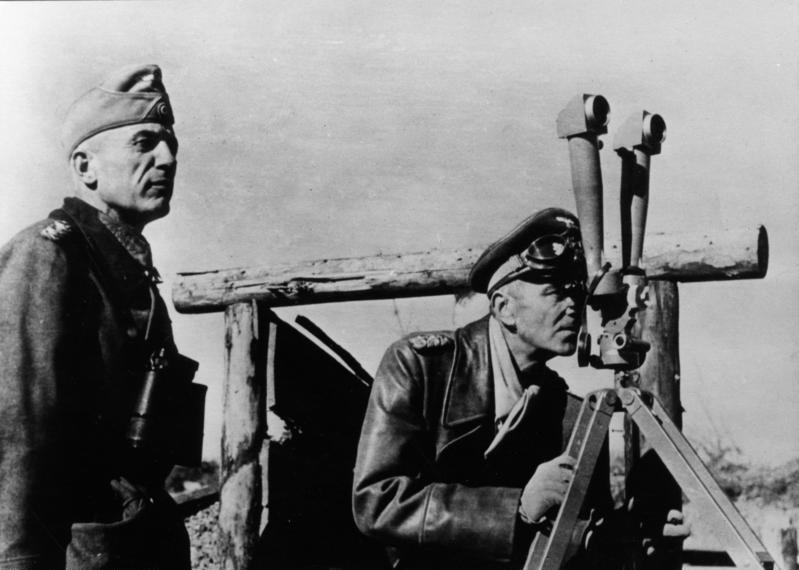
1942年11月和瓦爾特·庫爾特·馮·塞德利茨-庫爾茲巴赫在蘇聯南部

1941年12月在其上級，南方集團軍司令瓦爾特·馮·赖歇瑙元帥（赖歇瑙在次年1月17日突發心臟病逝世）的推薦下他被授予第6軍團指揮官一職。其後第6軍團被派往東線加入德蘇戰爭，並委以參與史達林格勒戰役。
在史達林格勒戰役這段時間內，他一直服從希特勒的命令，按照他的命令來調整兵力，即使後來被敵軍包圍也是如此。由於希特勒過度分散兵力，使得對史達林格勒作戰的第6軍團並不能得到集中的火力支援。此外埃里希·馮·曼施坦因元帥突圍之建議得不到希特勒及保盧斯本人之執行，也導致了第6軍團被重重包圍。再加上史達林格勒軍民收到史達林的指令死守該城，都使得德軍在突擊及進攻上损失惨重。

#### 倒懸之危

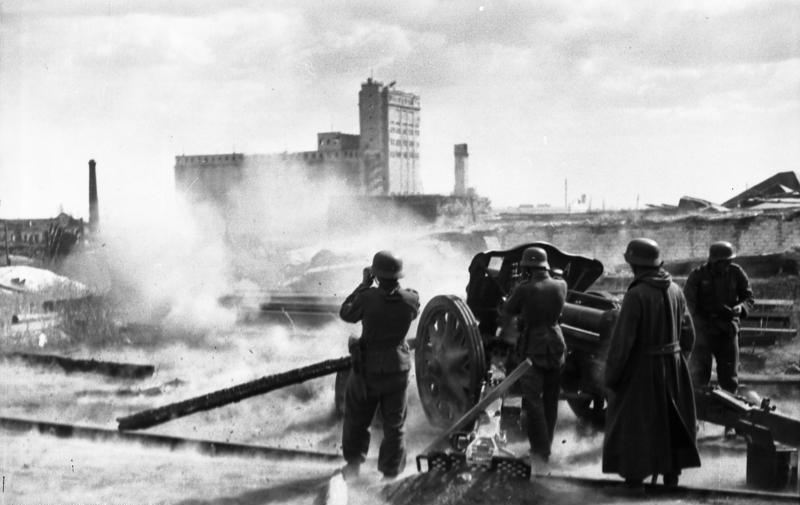
曼施坦因元帥所率領的頓河集團軍企圖營救在斯大林格勒內被圍困的第6軍團，但所有嘗試均以失敗告終

1943年1月7日，红军顿河前线指挥官康斯坦丁·罗科索夫斯基将军宣布停火，并向保卢斯的士兵提供慷慨的投降条件：正常口粮、伤病员的医疗、允许保留他们的徽章、勋章、制服和个人物品。作为交流的一部分，罗科索夫斯基告诉保卢斯，他处境艰难。保卢斯向希特勒请求投降。尽管第6集团军明显处于无法维持的境地，但德国陆军总司令部拒绝了保卢斯的请求，并表示：“投降是不可能的。军队坚持的时间越长，对整个前线的帮助就越大，并会把俄罗斯人拉走。从它分裂。 
1月25日，在苏军猛烈攻势冲破斯大林格勒最后一个紧急机场后，苏军再次向保卢斯提供投降的机会。保卢斯再次通过无线电向希特勒发出请求。告诉希特勒崩溃是“不可避免的”，保卢斯强调他的士兵没有弹药或食物，他不再能够指挥他们。他在給希特勒的電報裡這樣寫：
部隊沒有彈藥或食物。 有效的指揮不再可能。18,000名傷員沒有任何補給、敷料或藥品。進一步的防禦毫無意義。崩潰不可避免。部隊請求立即允許投降，以挽救剩餘部隊的性命。
希特勒再次当即拒绝了保卢斯的请求，命令他死守斯大林格勒。希特勒回復：
投降是被禁止的，第6軍團將堅守陣地到最後一人、最後一輪，以他們的英勇堅忍，將為建立防禦戰線和拯救西方世界做出令人難忘的貢獻。
如果第6軍團突圍撤出的話，深入高加索地區的整個A集團軍群便會被切斷後路，所以第6軍團只能作為牽制蘇軍的堡壘堅守。對於1942年的南俄局势，曼施坦因这样回忆：
到了1943年1月中旬，东线南翼的作战情况已经到了山穷水尽的阶段。其种子在1942年晚秋时节即已经洒播了，当时我们的军事指挥当局曾经使我们的正面冻结在一条线上，从长期的观点来看，这条线不可能守住。自从1942年圣诞节左右起，第6集团军突围的最后希望就已经完全丧失了。仅仅由于德军官兵的苦战，才使更大的悲剧不曾发生。

第6集团军已经注定了它的命运。现在它所能做到的，就只是拼掉它这一点有限的兵力，尽量牵制住强大的敌军，这也是它对于在顿河湾和高加索两地区中的战友所能尽到的最后努力。
1月30日，保卢斯通知希特勒，他的部下离崩溃只有几个小时了。作为回应，希特勒通过无线电对保卢斯的军官进行了大量的现场宣传，以鼓舞他们的士气并增强他们坚守阵地的意志。最重要的是，他将保卢斯提升为陆军元帅。在决定提拔他时，希特勒注意到没有普鲁士或德国陆军元帅投降的已知记录。言外之意很明确：保卢斯要自杀。希特勒暗示，如果保卢斯允许自己被活捉，他将使德国的军事历史蒙受恥辱。

#### 力竭投降

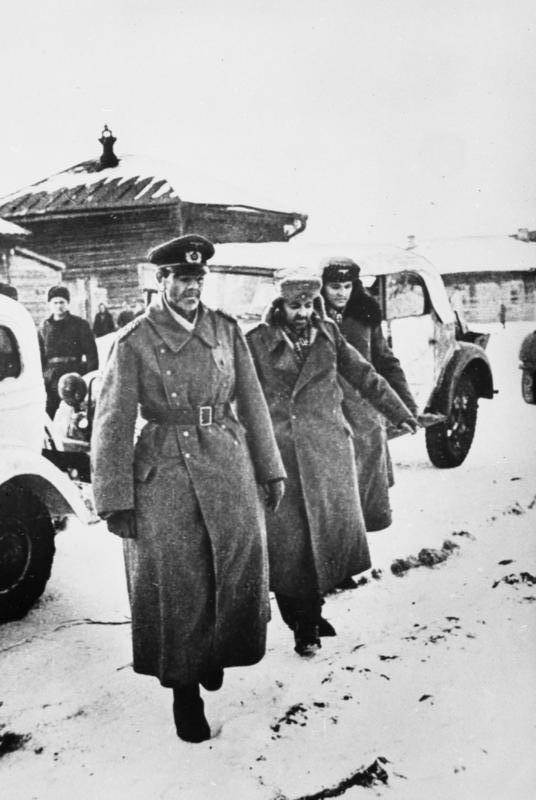
從指揮部走出的保盧斯，旁邊是他的副官威廉·亞當

保盧斯一度向希特勒要求允許投降蘇聯，以拯救麾下將士的性命。希特勒不但不應允，反而將保盧斯晉升為「德意志陸軍元帥」，德國史上從來沒有元帥投降，希特勒暗示保盧斯戰鬥到死或者自殺。保盧斯選擇生存，並在1943年1月31日向蘇軍投降，他表示：「既然升我為德國元帥，我就沒有必要為了那個奧地利的下士（希特勒）自殺」。在保盧斯副官威廉·亞當的日記中，他這樣寫道：
1943年1月31日——早上7点。天还黑着，但天已经不知不觉亮了。保卢斯睡着了。过了一段时间，我才能够摆脱让我如此沮丧的思想迷宫和奇怪的梦境。但我不认为我在这种状态下停留了很长时间。有人敲门时，我正要安静地起床。保卢斯醒了，坐了起来。那是总部的指挥官。他递给上将一张纸说：“恭喜你。陆军元帅的军衔已授予您。今天早上很早就收到了派遣——这是最后一个。
人们不禁觉得这是自杀的邀请。但是我不会帮他们这样的忙。保卢斯看完电报后说道。施密特继续说道：“与此同时，我必须通知你，俄罗斯人已经到了门口。”说完，他打开了门，一位苏联将军和他的翻译走进了房间。将军宣布我们是他的俘虏。我把左轮手枪放在桌子上。
「准备出发。我们将在9点回来接您。你会去你的私人汽车」苏联将军通过他的翻译说。然后他们离开了房间。我带着公章，我为我最后的公务做准备。我将保卢斯的新军衔记录在他的军事文件中，盖上印章，然后将印章扔进炽热的火中。
地窖的正门被苏联士兵关闭并把守。一名警卫队长允许我和司机出去准备汽车。爬出地窖，我站在原地目瞪口呆。几个小时前还在互相射击的苏联和德国士兵现在静静地站在院子里。他们全副武装，有的手里拿着武器，有的肩上扛着武器。

我的天，这两者的反差太大了！德国士兵衣衫褴褛，穿着浅色外套，脸颊凹陷，没有刮胡子，看起来像幽灵。红军战士神采奕奕，穿着暖和的冬装。我不由自主地想起了一连串的不幸事件，这些事件使我许多个晚上无法入睡。红军战士的出现似乎是象征性的。9点整，第6集团军司令部指挥官抵达，将战败的德国第6集团军指挥官及其参谋部带到后方。向伏尔加河进军已经结束。”

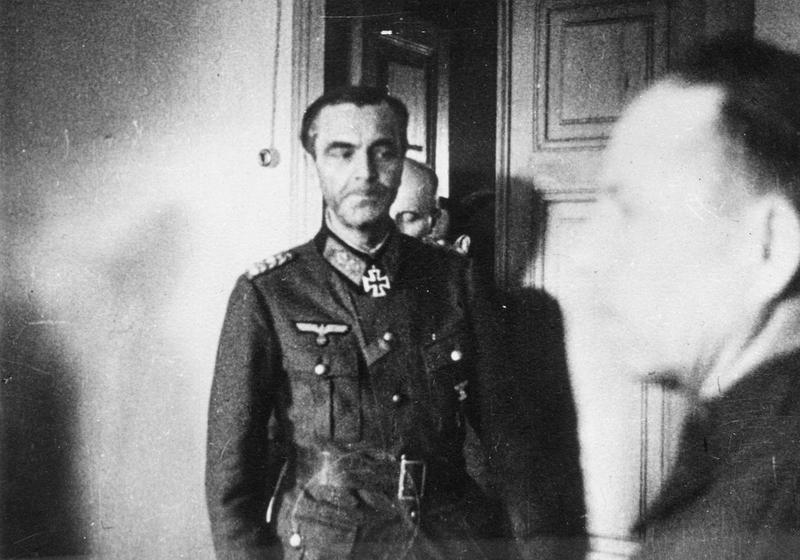
保盧斯向蘇軍投降

1943年2月2日，第6集团军余部投降。得知保卢斯“投降”的消息后，希特勒勃然大怒，发誓不再任命其他陆军元帅（事实上在战争的最后两年，他又任命了另外七名陆军元帅）。谈到保卢斯的投降，希特勒告诉他的幕僚：
在和平时期的德国，每年约有18,000或20,000人选择自杀，即使没有处于这种境地。这是一个看到他的50,000或60,000名士兵勇敢地为自己保卫到底而死的人。他怎么能向布尔什维克投降呢？！
保卢斯作為罗马天主教徒反对自杀。据马克斯·普费弗将军所说，保卢斯在被俘期间说：“我无意为这个波希米亚下士开枪自杀。”另一位将军告诉内务人民委员部（苏联公共和秘密警察组织），保卢斯曾告诉他自己晋升陆军元帅的消息，并说：“这看起来像是在邀请他自杀，但我不会帮他这个忙。”保卢斯还禁止他的士兵站在战壕顶部，以免被敌人射杀。
在投降前不久，保卢斯在最后一班离开他的位置的飞机上把他的结婚戒指还给了他的妻子。自1942年以来他就没有见过她；他此後也没能再见到她，因为她于1949年去世，而此時他仍在蘇聯被囚禁。
保盧斯的投降及德軍在史達林格勒的退潮，德軍的戰略主動權逐步消失，以此成為蘇德戰場乃至第二次世界大战的戰略轉折點。此後的三年蘇軍一路向西反攻，解放了被德軍戰領的區域並橫掃東歐的各個軸心國，德國最後1945年4月16至30日的柏林战役战败，最终於5月7日正式向盟軍投降，二戰歐洲部分徹底結束。保盧斯也以戰俘的身份送往同盟國歐洲國際軍事法庭受審。

## 戰後生活

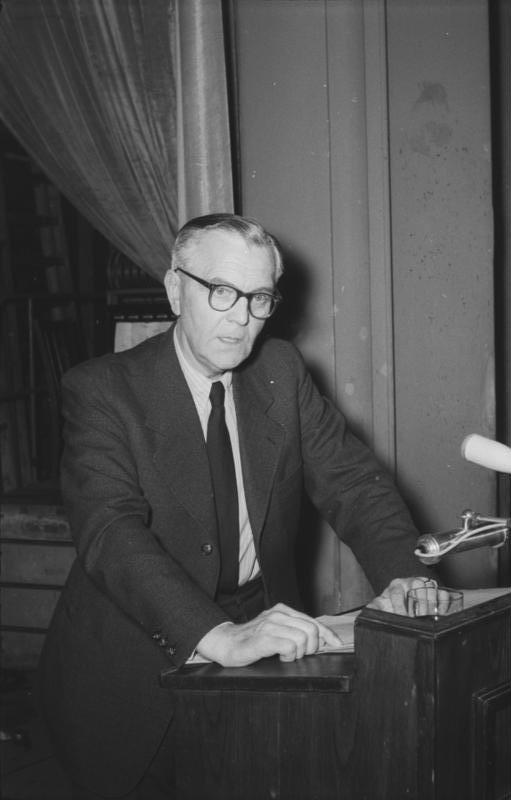
1954年的保盧斯，他正在柏林的一場記者會中講話

戰後保盧斯在纽伦堡审判中出庭作證，1953年獲釋，並到民主德國定居。之後他在德勒斯登擔任檢察官。
1953年返回德意志民主共和国后，保卢斯于1954年7月2日在西方记者在场的情况下在柏林举行了题为“关于我们国家的重大问题”的新闻发布会。他在文中缅怀一个多月前逝世的海因茨·古德里安将军，并批评德意志帝国和纳粹德国的政治领导人造成德國人在两次世界大战中的惨败：
我特别想到古德里安将军，他过早地去世了，我和他特别亲密，作为装甲部队组织的参谋长，我们一起执行一项任务。也许自从我们上次见面以来——10多年前——我们对具体问题的看法有所不同，但我总体上知道，通过他的著作，他有多大的责任感，他是多么焦躁地拒绝与联邦总理的欧洲防务保持一致社区政策。无论如何，他是统一和主权德国的捍卫者。大家都知道，我国曾经有伟大的军事专家，闻名于世，如克劳塞维茨、老毛奇、施利芬等。当然，在他们那个时代，他们坚持不懈地冷静地评估了德国的政治军事形势，为一般性的战略和战术制定了原则和立场，这些原则和立场适用于德国将处于战争状态的特殊情况.时至今日，仍有许多人想知道，毫无疑问拥有一支训练有素的军队的德国为何会在两次战争中被打败。这个问题不能用军事术语来回答。对此负责的政府都将其武装部队置于无法解决的问题面前。即使是最好的军队，当它被要求执行不可能完成的任务时，也注定要失败，也就是说，当它被命令去反对其他民族的民族生存时。
他还批评美国的外交政策具有侵略性，并呼吁德国人和法国人和解：
今天的美国政策称自己为“强权政治”。对于我们德国人来说，这尤其具有指示性。我们因奉行现在正在培养的暴力和雷击政策而受到惩罚，我们知道这让我们付出了什么代价。我们德国人已经看到，在20世纪，强富国家以牺牲别国利益为代价推行的“强权政治”注定要失败。这项政策没有成功的希望，除非它能够扼杀其他民族的民族意志，粉碎他们的独立。但是，仅仅因为一个大国美国依靠这一地位，它就可以以最低的成本屈服并支配其他国家，因此认为国家时代已经结束是一种误解和危险的想法。与东西方周边国家建立睦邻友好关系，对我们的民族生存至关重要。我首先想到的是法国。是时候一劳永逸地埋葬我们继承下来的宿怨和许多争端了。这两个民族必须搁置他们之间的所有冲突，尤其是因为德法关系是美国人控制的危险链条中的一环，美国人将一个欧洲人民与另一个欧洲人民对立起来，并利用他们作为自己政策的工具。

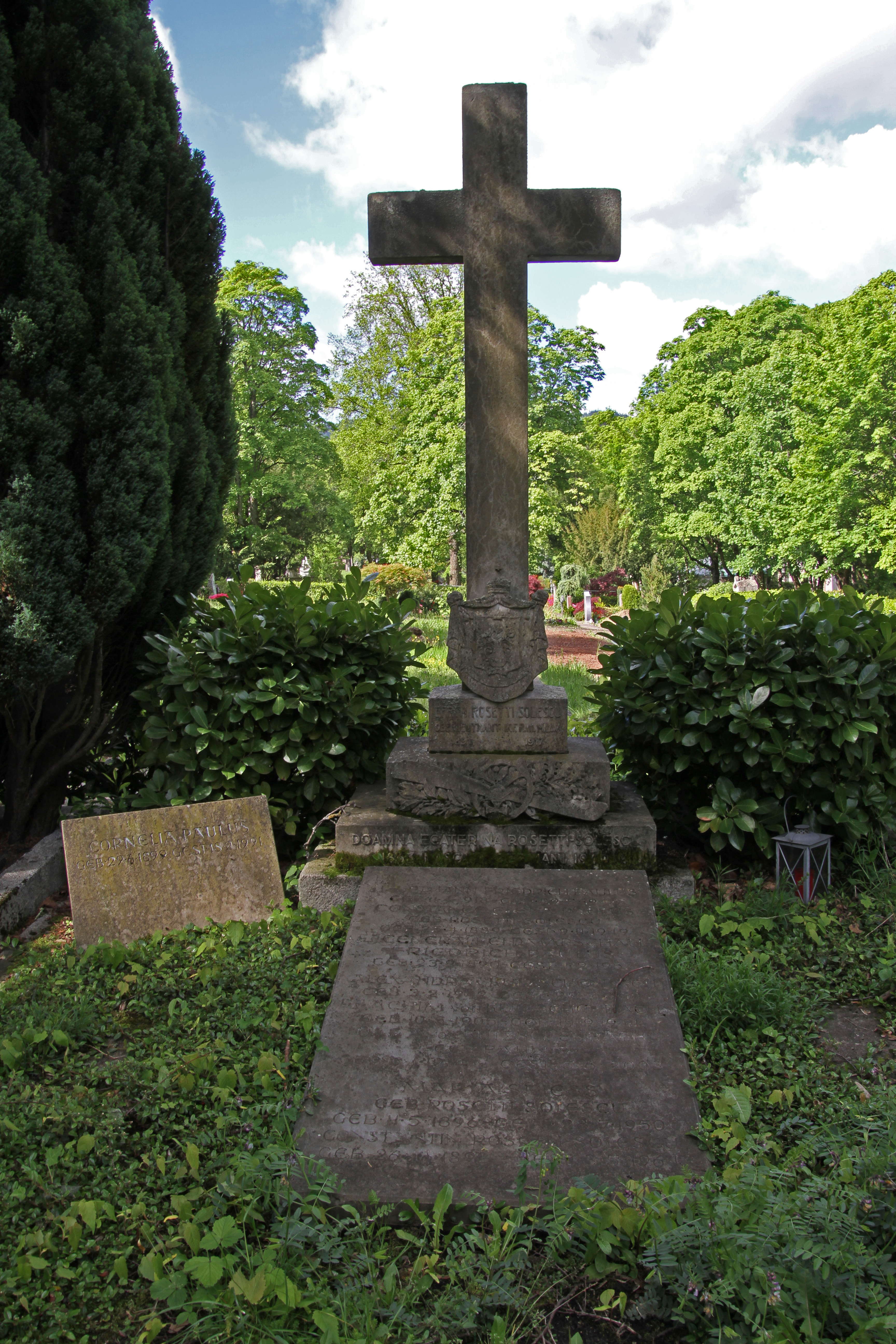
巴登-巴登的保盧斯之墓

最后，他支持前德国总理海因里希·布吕宁呼吁改善西德与东欧集团之间的关系，同意布吕宁对西德康拉德·阿登纳总理公开亲美政策的批评，并表达了他对德国统一的希望：
布吕宁总理对阿登纳总理对西方的僵化定位采取了明确的立场，实际上反对欧洲发展委员会和波恩公约。像许多西德经济学家和政治家一样，他赞成利用最微小的机会与东德谈判。因此，另一位著名且经验丰富的德国政治家强调，EDC协议的最终实施对德国民族来说是危险的。任何理智的人都无法理解为什么受美国影响的阿登纳博士强烈反对利用与东方人民恢复经济和文化关系的机会。
作为一个前军人和一个軍團的指挥官，考虑到目前的情况和我的经验，我得出的结论是，我们必须走任何形式的发展和巩固道路。东西方的关系。只有我们德国人才能决定德国的未来。
当我说我们德国人必须首先关注德国的统一和独立，关注我们国家重要的民族权利的确认时，我意识到这样我们才能最好地为和平事业、国际缓和与和解服务人民之间。我们想要良好的关系德国人民和其他尊重我们民族权利的人民之间。这是欧洲集体安全的先决条件，同时也是我们国家幸福未来的先决条件。重新统一的德国与两个大国保持良好关系，不仅不会破坏欧洲的和平，而且为普遍繁荣的发展奠定了基础。
1953年至1956年旅居东德德累斯顿，任东德军事史研究所文职主任。1956年底，他被诊断出患有肌萎缩性侧索硬化症，并且变得越来越虚弱。几个月后，他于1957年2月1日在德累斯顿去世，享年66岁，此時距離他在斯大林格勒投降計14年零一天。作为他最后遗嘱的一部分，他的遗体被运到西德的巴登-巴登，安葬在他的妻子旁边。

## 外部連結
- Dirk Walter: General Paulus: Von Hitler zu Stalin. Die Tragödie von Stalingrad und das zweite Leben des „Zauderers“ （页面存档备份，存于）. In: merkur-online.de, 20. Januar 2003.

| 军职                        | 军职                                      | 军职                          |
| --------------------------- | ----------------------------------------- | ----------------------------- |
| 前任： 无                   | 第10集团军参谋长 1939年8月26日-10月10日   | 繼任： 弗里茨·温策尔上校      |
| 前任： 无                   | 第6軍團参谋长 1939年10月26日-1940年9月3日 | 繼任： 弗雷迪南德·海姆少将    |
| 前任： 瓦爾特·馮·赖歇瑙元帥 | 第6軍團司令 1941年12月30日-1943年2月3日   | 繼任： 卡爾-阿道夫·霍利特大將 |